# Neusiß
Neusiß is een plaats en voormalige gemeente in de Duitse deelstaat Thüringen, en maakt deel uit van de Ilm-Kreis.
Neusiß telt  inwoners.

## Geschiedenis
Op 1 januari 2019 werd Neusiß opgenomen in de gemeente Plaue die deel uitmaakte van Verwaltungsgemeinschaft Oberes Geratal. Plaue werd overgeheveld naar de Verwaltungsgemeinschaft Geratal, waar Neusiß al onder viel, waarvan de naam werd aangepast naar Verwaltungsgemeinschaft Geratal/Plaue.